# Тайчун Футуро ФК
Тайчун Футуро ФК (на китайски: 台中FUTURO); (на английски: Taichung Futuro F.C.) е тайвански футболен клуб от град Тайчун.
Състезават се във висшата лига на Тайван. Мачовете си играят на „Градски стадион Тайпе“ в Тайчун с капацитет 3 000 зрители.

## История
Футболната академия „Тайчун Футуро“ е основана през 2016 г. от японския футболист Йошитака Комори. The men's team was established in 2018.